# LAV Madrid-Jaén
La LAV Madrid-Jaén és una línia ferroviària d'alta velocitat propietat d'Adif. La línia, d'ús mixt entre Jaén i Alcázar de San Juan i d'ús exclusiu per a passatgers entre Alcázar i Madrid, parteix de la LAV Madrid-Sevilla a Mora (província de Toledo). Es troba actualment en construcció, i comunicarà Madrid i Castella - la Manxa amb Jaén a través del pas de Despeñaperros. La construcció es va iniciar el 2002 i s'esperava inicialment la posada en funcionament per al 2011.
El projecte suposa l'acondicionament i millora de la línia convencional entre Alcázar i Jaén a les necessitats d'una línia d'alta velocitat.

## Situació actual
Actualment, el ferrocarril convencional entre Madrid i Jaén és de via doble i electrificada des de Madrid fins a Santa Creu de Mudela, en l'entorn de Despeñaperros, a Sierra Morena. A partir de Despeñaperros i fins a Jaén, és via única electrificada exceptuant la variant de Vadollano-Linares-Baeza, de via doble, electrificada i apta per a alta velocitat.

## Projecte
Quant al projecte, es poden diferenciar dos fases principals:
- La primera, Mora - Alcázar de San Juan, és una línia d'alta velocitat projectada per a trànsit mixt (mercaderies i passatgers), encara que en la pràctica serà en exclusiva per a aquests últims, en ample estàndard, doble via i electrificació a 25 kV en CA. L'objectiu és millorar les comunicacions per a viatgers en l'eix Madrid-Jaén, i, a llarg termini, oferir una alternativa als tràfics d'AV cap al sud. Entre les localitats toledanes de Consuegra i Madridejos, es preveu la construcció d'una estació de viatgers que a més servirà com lloc d'avançament i estacionament de Trens (PAET).
- La segona part, entre Alcázar a Jaén, és en gran part una duplicació i modernització del traçat actual. S'aprofita la duplicació i reforma per fer-la amb paràmetres de 200 a 250 km / h (major al'entrevia, catenària adequada, algunes rectificacions), però es manté com a línia apta per a trens de mercaderies que lògicament circularan a velocitats menors. Hi ha previstes diverses variants, entre les quals cal destacar la del pas de Despeñaperros, de gran envergadura, que es troba en estudi informatiu. Els diferents trams es construeixen en ample ibèric amb travesses polivalents per al seu posterior canvi a ample estàndard. L'electrificació és inicialment a 3.000 V cc, i està preparada per ser transformada a 25 kV ca. En Alcázar se situaran canviadors d'ample perquè els trens de passatgers d'alta velocitat, que seran d'ample variable, procedents de Madrid en ample internacional (1.435 mm) puguin continuar per les vies convencionals (1.668 mm), fins que no es canviï l'amplada d'aquestes. Un objectiu principal de les actuacions entre Alcázar de San Juan i la bifurcació des de la línia general cap a Jaén a Casas de Torrubia (10 km al sud-oest de l'estació Linares-Baeza) és prosseguir amb l'adequació de l'itinerari Alcázar-Linares-Baeza-Còrdova com a gran eix de mercaderies.

## Port sec de Linares
Es tracta d'una infraestructura logística que se situarà en aquesta línia de ferrocarril, concretament al costat de l'estació Linares-Baeza, i pretén ser el principal eix de mercaderies que entrin i surtin d'Andalusia. S'emmarca dins del denominat Corredor Central, o eix ferroviari Sines / Algesires-Madrid-París, el qual forma part de l'actual Xarxa Transeuropea de Transport (TEN-T). Segons fonts del Ministeri de Foment, el futur centre de transports intermodal de Linares, o port sec, tindrà una superfície total de 128 hectàrees, repartides en dues fases d'actuació, amb 47,5 i 61,8 cadascuna. Tindrà un accés directe a l'autovia Linares-Albacete, així com un accés ferroviari a la via general del ferrocarril Madrid-Sevilla per la sortida de les mercaderies per tren. Així mateix hi haurà una terminal ferroviària amb una via de recepció o expedició i dues vies de càrrega i descàrrega, una àrea de serveis per als transportistes i diverses parcel·les logístiques i industrials.

## Ampliació cap a Granada
La Junta d'Andalusia està realitzant un estudi informatiu sobre la possibilitat d'estendre aquesta línia cap a la ciutat de Granada (Andalusia). L'opció que la Junta ha presentat al Congrés dels Diputats és un recorregut per Martos, Alcaudete i Alcalá la Real, seguint parcialment el traçat de les carreteres A-316 i N-432. el 8 d'abril de 2009 es va posar en marxa un estudi de viabilitat sobre la possibilitat de prolongar aquesta línia fins a Motril, a la Costa Tropical granadina. Aquest estudi compta amb un pressupost de 434.000 euros.
No obstant això, el 2010 des del Govern Andalús es remarca que la nova línia ferroviària d'altes prestacions entre Jaén i Granada discorrerà per la comarca de Sierra Mágina i Moreda, emmarcat en el Pla Activa Jaén. L'adaptació d'aquest corredor s'assenyala com una obra menys costosa i més útil per mercancías.